# Ponte (rione de Rome)
Ponte est l'un des 22 rioni de Rome. Il est désigné dans la nomenclature administrative par le code R.V.

## Historique
Son nom : "Ponte" qui signifie "le pont", fait référence au Ponte Sant'Angelo (ancien Pont Ælius) qui traverse le Tibre pour rejoindre le Château Saint-Ange, situé dans le rione de Borgo. L’empereur Hadrien le fit construire en l'an 134, afin de pouvoir rallier son mausolée au reste de la cité.
|  |  |

## Sites particuliers
- Église San Giovanni Battista dei Fiorentini
- Basilique Sant'Apollinare (Rome)
- Église Santi Celso e Giuliano
- Église San Biagio degli Armeni
- Église San Salvatore in Lauro
- Église Santa Maria del Suffragio
- Église Santa Maria dell'Anima
- Église Santa Maria della Pace
- Église évangélique méthodiste à Ponte
- Oratoire Gonfalone (déconsacré)
- Église San Simeone Profeta (Rome) (déconsacrée)
- Église San Celsino (déconsacrée)
- Église Santi Simone e Giuda (déconsacrée)
- Palais Gambirasi
- Palais Strozzi Gaddi Niccolini